# Simon Vitzthum
Simon Vitzthum (Arbon, 19 de enero de 1995) es un deportista suizo que compite en ciclismo en las modalidades de pista y ruta.
Ganó dos medallas en el Campeonato Europeo de Ciclismo en Pista, plata en 2021 y bronce en 2021, ambas en la prueba de persecución por equipos.

## Medallero internacional
| Campeonato Europeo | Campeonato Europeo  | Campeonato Europeo | Campeonato Europeo      |
| Año                | Lugar               | Medalla            | Competición             |
| ------------------ | ------------------- | ------------------ | ----------------------- |
| 2020               | Plovdiv ( Bulgaria) | Medalla de bronce  | Persecución por equipos |
| 2021               | Grenchen ( Suiza)   | Medalla de plata   | Persecución por equipos |